# اسید گلوکورونیک
اسید گلوکورونیک (به انگلیسی: Glucuronic acid) یک کربوکسیلیک اسید با شناسه پاب‌کم ۴۴۱۴۷۸ است که با فرمول C=6|H=10|O=7 ساختاری شبیه گلوکز دارد ، البته کربن شش آن با اسید کربوکسیلیک اکسیده شده است.
گلوکورونیک اسید در ساختمان پروتئوگلیکان و گلیکوزآمینوگلیکان ها وجود دارد.